# Rocael Hurtado
Rocael Hurtado Mazariegos (Quetzaltenango, 1900-1973) es un marimbista y compositor de Guatemala. 

## Vida
Rocael Hurtado se inició desde la infancia en su nativa Quetzaltenango tocando en la marimba Hurtado Hermanos, de la cual llegaría a ser director. Más tarde fue director de la Marimba La Voz de los Altos, por mucho tiempo adscrita a la zona militar de Quetzaltenango, y en la actualidad parte del Ministerio de Cultura y Deportes. Rocael Hurtado inició su producción a los 12 años de edad con la composición ligera Herlinda, para luego enriquecer el repertorio con numerosas piezas originales en los ritmos regionales. Fue un gran compositor de Guatemala

## Composiciones seleccionadas
- Adoración
- Al calor de tus besos
- As de Ases
- Boca con boca
- Celajes dorados
- Centroamericanas
- Coqueteando
- Diamante negro, pasodoble
- Gitana mía
- Mi reina
- Murmullo
- Tenis Club
- Verdirrojo
- Visión azul
- "El Aguila Solitaria"
- "Flores de Centroamérica"
- "Tennis Club"
- "Herlinda"